# Страна огней
Страна огней (азерб. Odlar Yurdu) — распространённый девиз Азербайджана, основанный на происхождении его названия.

## История
Этимология этого девиза предположительно связана с именем Атропата, правившего регионом Атропатена (современный Иранский Азербайджан). Само слово «Атропат» является древнегреческой транслитерацией древнеиранского, вероятно мидийского, сложного имени, означавшего «защищённый (священным) огнем» или «земля (священного) огня». Древнегреческое имя упоминается Диодором Сицилийским и Страбоном. На протяжении тысячелетий это название эволюционировало до Атурпатакана (Āturpātākān), затем до Адхарбадхагана (Ādharbādhagān), Адхарбаягана (Ādharbāyagān), Азарбайджана (Āzarbāydjān) и современного Азербайджана. Это слово переводится как «сокровищница» огня или «земля огня» со современного персидского языка.
По некоторым сведениям эта фраза относится либо к естественному горению поверхностных нефтяных залежей, либо к разведению огня в храмах некогда доминировавшего на территории современного Азербайджана зороастризма.
Символика этого девиза широко используется в большинстве государственных атрибутов, например, в геральдике: щит на гербе Азербайджанской Республики содержит изображение огня в центре восьмиконечной звезды на фоне цветов азербайджанского флага.

## Рекламное использование

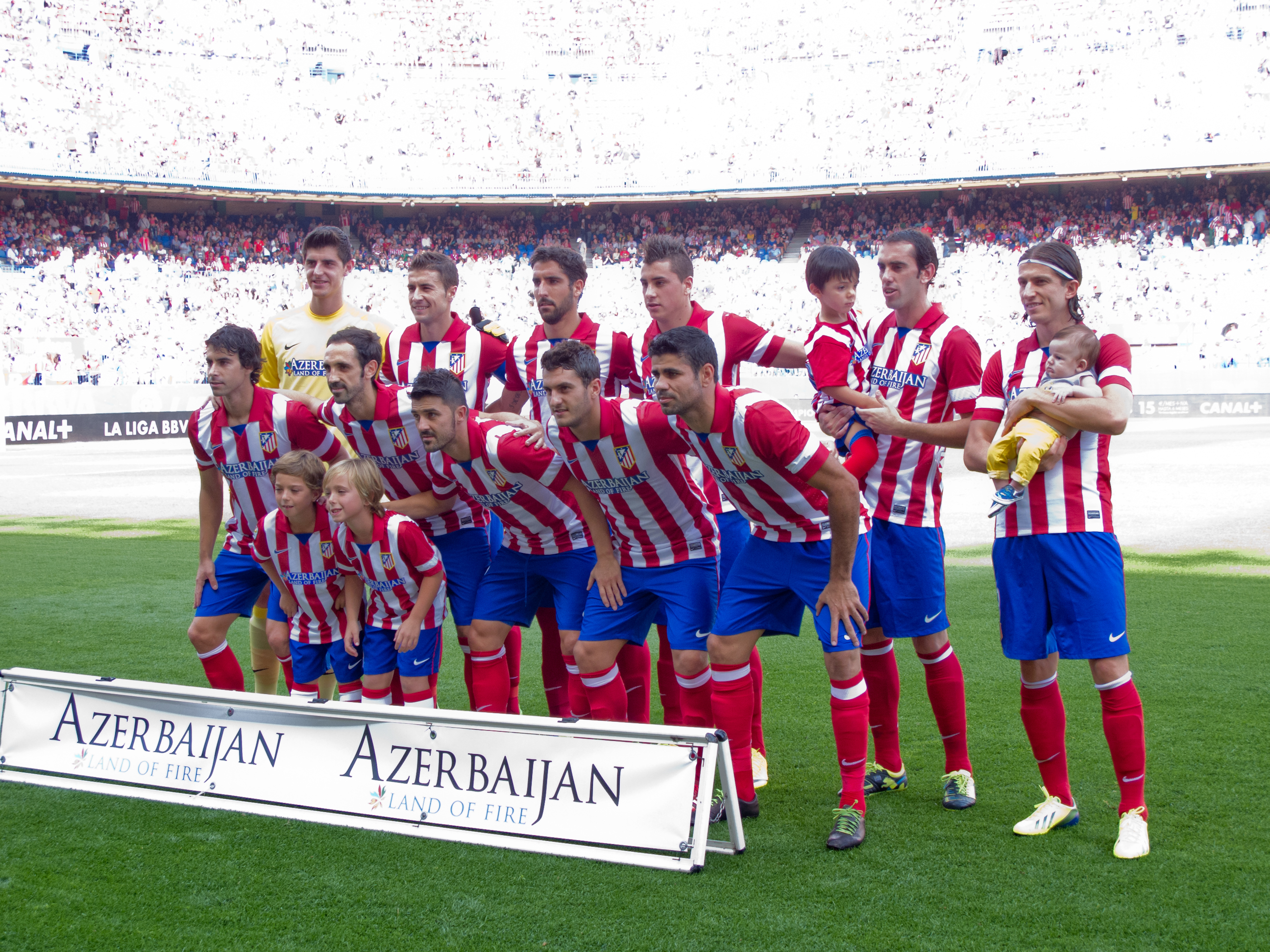
Футболисты мадридского «Атлетико» с надписью «Азербайджан земля огня»

После обретения Азербайджаном независимости от СССР эта фраза стала использоваться в качестве рекламного слогана для продвижения страны как туристического направления и места размещения бизнеса. Наиболее заметной акцией подобного рода было размещение девиза на майках мадридского футбольного клуба «Атлетико» в сезонах 2012/2013 и 2013/2014 годов. В 2014 году эта фраза также появилась на футболках команд «Шеффилд Уэнсдей» и «Ланс» после обещанного, но впоследствии отменённого приобретения этих клубов азербайджанским бизнесменом Хафизом Мамедовым.
Девиз «Зажги свой огонь!», использовавшийся для продвижения конкурса песни «Евровидение-2012», проходившего в Баку, был основан на концепции «страны огней».